# 九後汰一郎
九後 汰一郎（くご たいちろう、1949年3月 - ）は、日本の理論物理学者。京都大学名誉教授。京都大学基礎物理学研究所第8代・10代所長。専門は素粒子論。理学博士（京都大学・1976年）。京都市出身。本名は九後太一（くご たいち）。研究者としては汰一郎を使用。

## 研究

### 九後・小嶋形式の定式化
小嶋泉との共同研究により、非可換ゲージ理論（ヤン＝ミルズ場の理論）の共変正準量子論において物理的状態を選び出す条件（九後・小嶋の補助条件）を見出し、物理的S行列のユニタリー性に対する明快な証明を与えた。その際、非物理的状態の寄与がゲージ場の縦波・スカラー状態、およびゴースト・反ゴースト状態の四つで互いに相殺すること（九後・小嶋のカルテット機構）を発見した。さらに、カルテット機構に基づいて、QCDにおけるカラー閉じ込めの十分条件（九後・小嶋の閉じ込め条件）を提唱した。
その他、畑浩之と共同で、有限温度系への拡張、横波状態を含まない純ゲージ理論におけるパリジ (G.Parisi)・ソーラス (N.Sourlas) 機構による閉じ込めなど、また、BRS対称性の巾零性に基づいた一般的ゲージ固定法の提唱（上原正三と共同）、反対称テンソルゲージ場の共変量子化とU(1)問題への応用（畑、太田信義と共同）などがある。
なお、ゴースト場のエルミート性に関する正しい理解は九後・小嶋によって与えられた。その他、九後・小嶋形式の誕生に至る経緯については、基礎物理学研究所の研究会「場の理論2004」の報告や、雑誌「数理科学」2010年6月号の連載記事「物理の道しるべ」に詳しい。

### 超重力理論、余剰次元模型
上原正三と共同で、四次元時空での超重力理論の不変作用を構成する強力な方法として、超共形テンソル算法 (superconformal tensor calculas) を構成した。さらに、余剰次元模型（ブレーンワールド模型）の構築を質量殻外で見通し良く行うために、6次元および5次元の超共形テンソル算法を開発した（大橋圭介らとの共同）。
その他、超対称性に関する理論的研究としては、いろいろな次元での超対称理論に用いるスピナーに関する研究（タウンゼント (P.Townsend) と共同）、超対称理論における自発的対称性の破れと擬南部・ゴールドストン粒子に関する研究（小嶋、柳田勉と共同）、超対称理論における非線型表現（伊藤克美、國友浩と共同）、余剰次元模型におけるブレイン振動の取扱いに関する研究（坂東昌子、野口達也、吉岡興一と共同）、などがある。

### 明白にローレンツ共変な弦の場の理論の構築
弦の生成消滅を記述する場の理論については、ミチオ・カク、吉川圭二による光円錐ゲージでのものが知られていたが、ローレンツ共変性が明白ではなかった。ローレンツ共変な開弦、閉弦の場の理論は、それぞれ、点粒子に対する非可換ゲージ理論、一般相対論の拡張を与えると期待されるものである。九後は、畑浩之、伊藤克美、國友浩、小川格との共同研究により、加藤光裕と小川格によるローレンツ共変な弦の第一量子論に基づいて、明白にローレンツ共変性を満たす弦の場の理論を、開弦と閉弦の各々に対して、相互作用も含めた形で定式化した。著者の頭文字を並べてHIKKO理論とも呼ばれる。弦が切れたり、つながったりする様子を表現するため、弦の長さを表すパラメータαを導入していることが特徴。また、弦の長さパラメータαをもカルテット機構（パリジ・ソーラス機構）で処理するべく、共変化された光円錐弦の場の理論を提唱した。
開いた弦に対しては、中点相互作用を用いた弦の場の理論がウィッテン (E.Witten) により定式化されていた。閉じた弦への拡張を与えるため、國友浩、末廣一彦と共同で、非多項式型の弦の場の理論の古典作用に関する研究を行った。
以上の弦場理論は平坦な背景時空を仮定したものであったが、背景時空を仮定しない、原幾何学的な弦の場の理論 (pregeometrical string field theory) を構成し、時空と運動の創発 (emergence) を議論する基礎を与えた（畑、伊藤、國友、小川と共同）。
他にも、閉弦の場の理論からのT双対性の導出（ツビーバック (B.Zwieback) と共同）、向き付けできない開弦と閉弦が共存する系の場の理論や弦の場の作用から弦の世界面を再構成する方法に関する研究（浅川嗣彦、高橋智彦と共同）、超対称な弦の場の理論の構成に向けた一連の研究、などがある。

### 対称性の非線型表現と隠れた局所対称性
坂東昌子、山脇幸一との共著で、この分野に関する総合報告がある。

#### 対称性のダイナミカルな破れと非線型表現 (nonlinear realization)
福田礼次郎と共同で、ゲージ理論におけるカイラル対称性の自発的破れに関する先駆的な研究を行った。これは、益川敏英、中島日出雄による先行研究を発展させたものである。
また、補助場の方法の有用性をいち早く指摘し、補助場に対する有効作用から出発することで、束縛状態に対するベーテ・サルピータ方程式や自己エネルギーなどに対するシュウィンガー・ダイソン方程式を矛盾なく解析する方法を開発した。QCDへの応用では、青木健一、坂東、長谷部勝也、M.Mitchardらとの共同研究により、改善されたはしご近似（東島・ミランスキー近似）を用いて中間子の質量スペクトルや崩壊定数を計算し、比較的良い値が得られることを示した。また、改善されたはしご近似におけるランダウゲージの特殊性の関する研究を行った。

#### 隠れた局所対称性 (hidden local symmetry) のダイナミカルな実現
隠れた局所対称性がダイナミカルに実現する可能性が最大超重力理論の文脈で指摘されていたが、ロー中間子などのベクトル中間子がこの可能性の実現例であることを、坂東、上原、山脇、柳田とともに、現象論的解析を通して初めて示した。さらに、様々な次元における非線型シグマ模型や南部・ヨナラシニオ模型などで（可換群の）複合ゲージボソンが極を持ちダイナミカルになる例があることを指摘した研究がある（寺尾治彦、上原らと共同）。
なお、複合粒子が十分低エネルギーではくりこみ可能な理論で記述されるとの予想に関してはゲージ化された南部・ヨナラシニオ模型に基づくトップクォーク凝縮模型などの文脈でも研究がある（坂東らとの共同研究）。

### 大統一理論
大統一理論に関する研究としては、E型例外群の商空間に基づく大統一理論と素粒子の世代構造に関する一連の研究（柳田勉と共同）や、世代混合 (generation twisting/swaping)、特にニュートリノ混合に関する研究（坂東、吉岡らと共同）などがある。

### 場の理論全般
一粒子既約な頂点関数やくりこみとの関係で、有効作用の有用性をいち早く指摘（学位論文）し、質量に依らないくりこみ処方を用いれば、対称な理論の相殺項で自発的に破れた理論がくりこめることを示した。また、有効作用・有効ポテンシャルとくりこみ群の関係に関する仕事もある。
スピン1以上のゼロ質量粒子に関するワインバーグ（S.Weiberg）・ウィッテン（E.Witten）の定理を「もう少しわかり易く、しかも適用範囲が広い形に拡張した」仕事がある。

## エピソード
- 本名の太一は姓名判断に凝っていた叔父の兄によって付けられた。九後が大学に入学した際、その兄がもう一度名前を見立て直したところ「太一も良い名前だが汰一郎の方が出世する」と言ったので、研究者としての活動では汰一郎を使用することにした。
- 益川敏英のノーベル賞授賞の際、益川の記念講演を英訳し授賞式にも同行した。英訳は出発前に十分行っていたが、ストックホルムへ向かう機内でも念入りに最終校正を行った。授賞式で益川は日本語で講演を行い、九後が英訳した原稿が壇上のスクリーンに映し出された。
- 京都大学基礎物理学研究所の所長を退任後に再選任されたのは九後と牧二郎のみ。

## 略歴
- 1971年 京都大学理学部物理学科卒業
- 1976年 京都大学大学院理学研究科博士課程修了
- 1977年 マックス・プランク物理学・宇宙物理学研究所（ミュンヘン、ドイツ）研究員
- 1978年 京都大学理学部助手
- 1981年 京都大学理学部助教授
- 1982年 欧州原子核研究機構 (CERN) 客員研究員（1983年まで）
- 1983年 マックス・プランク物理学・宇宙物理学研究所（ミュンヘン、ドイツ）客員研究員（1984年まで）
- 1993年 京都大学理学部教授
- 2003年 京都大学基礎物理学研究所教授。同研究所第8代所長（2003年4月1日-2007年3月31日）
- 2011年 京都大学基礎物理学研究所第10代所長（2011年4月1日-2013年3月31日）
- 2013年 京都産業大学理学部客員教授（常勤）。同大学益川塾副塾頭を兼務（2013年4月1日-現職）

## 受賞
- 1980年-仁科記念賞（「非可換ゲージ場の共変的量子化の理論」の業績に対して。小嶋泉と共同受賞）

## 著書・訳書・解説記事
- 『ゲージ場の量子論I, II』 新物理学シリーズ（培風館）、1989年、ISBN 978-4563024239
- 『物理学におけるリー代数-アイソスピンから統一理論へ』 H. ジョージアイ著、九後汰一郎翻訳、物理学叢書（吉岡書店）、1990年、ISBN 978-4842702308
- 『ゲージ理論をめぐって : Yang-Mills 50年』（基研研究会「場の量子論2004」、研究会報告） 素粒子論研究 110(3), C22-C35, 2004-12-20
- 『この世界とは何なのだろうか』数理科学 2010年6月号、『「物理の道しるべ」～研究者の道とは何か ～』数理科学編集部（サイエンス社）2011年 ISBN 978-4-7819-1282-0 に収録。